# Poker Central

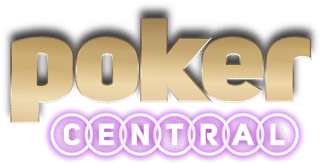
Logo von Poker Central

Poker Central ist eine US-amerikanische Limited Liability Company mit Hauptsitz in Las Vegas. Das Unternehmen organisiert Pokerturniere sowie Pokerturnierserien und vertreibt mit PokerGO das führende Livestreaming-Portal für Poker.

## Geschichte
Poker Central wurde im Oktober 2015 vom US-amerikanischen Unternehmer und Pokerspieler Cary Katz gegründet. Die veranstalteten Pokerturniere wurden zunächst ausschließlich im Aria Resort & Casino am Las Vegas Strip ausgespielt. Dort veranstaltet Poker Central u. a. den Super High Roller Bowl, der im März 2018 auch erstmals außerhalb von Las Vegas ausgespielt wurde. Darüber hinaus organisiert das Unternehmen im Aria Resort & Casino Pokerturnierserien wie die Poker Masters und die US Poker Open sowie seit 2019 die andernorts ausgetragenen British Poker Open und Australian Poker Open. Seit Januar 2021 gibt es die PokerGO Tour, die jeweils über ein Kalenderjahr läuft und alle Turnierserien von Poker Central zusammenfasst.

## PokerGO

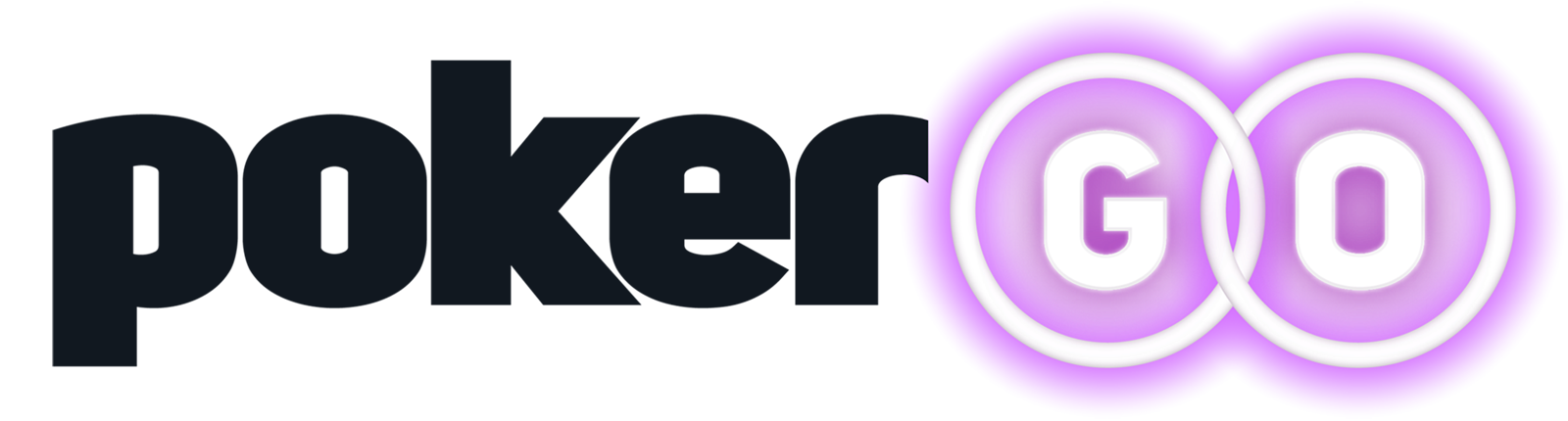
Logo der Streaming-Plattform PokerGO

Der Großteil der von Poker Central veranstalteten Turnierserien werden live von der kostenpflichtigen Livestreaming-Plattform PokerGO übertragen, die von Poker Central vertrieben wird. Ein Abonnement kostet derzeit rund 15 US-Dollar im Monat, wobei auch ein 3-Monats-Abo für rund 30 US-Dollar oder ein Jahresabo für rund 100 US-Dollar abgeschlossen werden kann. Das Portal sicherte sich zudem Übertragungsrechte für ausgewählte Events der World Series of Poker, der World Series of Poker Europe und von partypoker Live sowie für die einmal jährlich vergebenen Global Poker Awards. Auch die Übertragungsrechte von Poker After Dark und High Stakes Duel liegen bei PokerGO.